# Erodium cazorlanum
Erodium cazorlanum är en näveväxtart som beskrevs av Vernon Hilton Heywood. Erodium cazorlanum ingår i släktet skatnävor, och familjen näveväxter. Inga underarter finns listade i Catalogue of Life.